# Akuoma Omeoga
Akuoma Omeoga (née le 22 juin 1992) est une ancienne athlète et actuellement bobeuse représentant le Nigeria.

## Carrière
Elle représente le Nigeria en 2018 aux jeux Olympiques d'Hiver au bobsleigh à deux, avec Seun Adigun et Ngozi Onwumere, et elle a le rôle de freineuse. Cette première qualification du pays dans ce sport aux Jeux olympiques suscite un engouement au Nigeria.